# Karmrashen, Aragatsotn
Karmrashen là một đô thị thuộc tỉnh Aragatsotn, Armenia. Dân số ước tính năm 2011 là 522 người.